# Mbinang
Mbinang est un village de la région du Centre du Cameroun. Il est localisé dans l'arrondissement (commune) de Minta, département de la Haute-Sanaga. On y accède par la piste rurale qui lie Mbargué à Mbinang.

## Population et société
En 1963, la population de Mbinang était de 252 habitants. Mbinang comptait 447 habitants lors du dernier recensement de 2005. La population est constituée pour l’essentiel de Baboute.